# Helen Dunmore

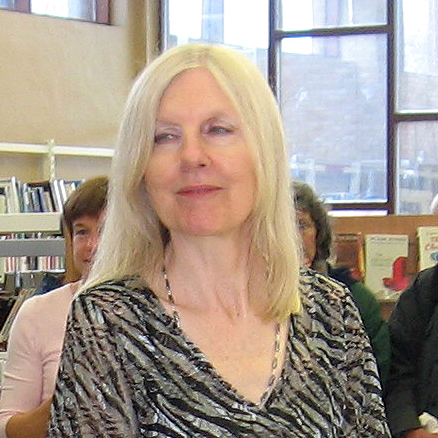
Helen Dunmore em 2008

Helen Dunmore FRSL (12 de Dezembro de 1952 - 5 de Junho de 2017 ) foi uma poetisa, romancista e escritora infantil britânica.  Foi vencedora do prémio National Poetry Competition.

## Biografia
Em Março de 2017, publicou o seu último romance, Birdcage Walk, bem como um artigo sobre mortalidade no jornal The Guardian, escrito após ter sido diagnosticada com cancro terminal. Helen Dunmore morreu a 5 Junho 2017. A sua coleção final de poesia Inside the Wave, publicada em Abril 2017, pouco antes da sua morte, ganhou postumamente os prémios de Poesia e Livro do Ano no Costa Book Awards de 2017.

## Vida pessoal
O seu esposo Frank Charnley, com quem se casou em 1980, é advogado. Dunmore tinha um filho, filha e enteado e três netos no momento da sua morte.

## Prémios e honras
- Escolha da sociedade do livro de poesia de 1987, The Raw Garden[10]
- Prêmio McKitterick de 1994, Zennor in Darkness[11]
- Prémio Laranja (Orange Prize) de 1996 (vencedor inaugural), Um feitiço de inverno (original  A Spell of Winter)[12]
- Prêmio Internacional de Poesia de Cardiff, em 1990[13]
- Prêmio TS Eliot 1997, lista restrita, Bestiário[14]
- 2010: Prêmio Man Booker, lista longa, The Betrayal[15]
- 2010: Vencedor do Concurso Nacional de Poesia, "The Malarkey"[16][17]
- 2015: Prêmio Walter Scott, lista curta, The Lie[18]
- 2017 (postumamente): Costa Book Awards Poesia e Livro do Ano, Inside the Wave[7][8]

### Romances
- Zennor na escuridão (1993, Prémio McKitterick 1994)
- Queimando Brilhante (1994)
- Um Feitiço de Inverno (1995, Orange Prize 1996)
- Falando com os Mortos (1996)
- My Blue Eyed Boy (1998)
- Com seu coração torto (1999)
- The Siege (2001, pré-selecionado para o Whitbread Novel of the Year Award e o Orange Prize 2002)
- Luto por Ruby (2003) [19]
- Casa dos Órfãos (2006)
- Contando as Estrelas (2008)
- The Betrayal (2010, lista longa do prémio Man Booker)
- The Greatcoat (2012) ( ISBN 978-0-09-956493-5    )
- A Mentira (2014)
- Exposição (2016) ( ISBN 978-0-09-195394-2    )

Uma "edição exclusiva para livrarias independentes" ( ISBN 978-1-78633-000-0    ) inclui um ensaio de 14 páginas "Na leitura"
- Birdcage Walk (2017, indicado para o Prémio Walter Scott 2018)

### Coleções de contos
- Amor de Homens Gordos (1997)
- Sorvete (2000)
- Rose, 1944 (2005)
- Menina, Equilíbrio e Outras Histórias (2018)

### Livros para jovens adultos
- Zillah e eu!
  - The Lilac Tree (publicado pela primeira vez como Zillah and Me ) (2004)
  - The Seal Cove (publicado pela primeira vez como The Zillah Rebellion ) (2004)
  - A Conta de Prata (2004)
- As Crónicas Ingo
  - Ingo (2005)
  - O nó da maré (2006)
  - O Profundo (2007)
  - A Travessia de Ingo (2008)
  - Tempestades (2012)

### Livros infantis
- Indo para o Egipto (1992)
- No Dinheiro (1995)
- Go Fox (1996)
- Erro fatal (1996)
- Amina's Blanket (1996)
- Maçãs de Allie (1997)
- O Leopardo de Clyde (1998)
- Vestido de Dança da Bisavó (1998)
- Irmão Irmão, Irmã, Irmã (1999)
- O Coelho de Allie (1999)
- Allie's Away (2000)
- Estrangeiros não comem sanduíches de bacon (2000)
- O Patinho Feio (2001)
- Casa na Árvore de Tara (2003)
- Os pássaros da balsa (2010)
- Os ilhéus (2011)
- O Dragão do Mar Solitário (2013)

### Coleções de poesia
- A queda da maçã (Bloodaxe Books, 1983)
- O patinador do mar (Bloodaxe Books, 1986)
- O Jardim Cru (Bloodaxe Books, 1988)
- Dias curtos, noites longas: poemas novos e selecionados (Bloodaxe Books, 1991)
- Recuperando um Corpo (Bloodaxe Books, 1994)
- Segredos (The Bodley Head, 1994) [título de poesia infantil]
- Bestiário (Bloodaxe Books, 1997)
- Fora do Azul: Poemas 1975–2001 (Bloodaxe Books, 2001)
- Snollygoster e outros poemas (Scholastic Press, 2001) [título de poesia infantil]
- Feliz por estes tempos (Bloodaxe Books, 2007)
- Os Malarkey (Bloodaxe Books, 2012)
- Por dentro da onda (Bloodaxe Books, 2017)